# Ommatius imperator
Ommatius imperator är en tvåvingeart som beskrevs av H. Oldroyd 1939. Ommatius imperator ingår i släktet Ommatius och familjen rovflugor. Inga underarter finns listade i Catalogue of Life.